# Детский сад (журнал)
«Де́тский сад» — педагогический журнал, выходивший в Санкт-Петербурге с 1866 по 1876 год.

## История
Ежемесячный педагогический журнал для воспитателей «Детский сад» выходил в Санкт-Петербурге ежемесячно с 1866 по 1876 год. С 1869 года выходил с подзаголовком «Педагогический журнал для родителей, наставников и воспитательниц».
Издавала и редактировала журнал А. Симонович. С 1869 года издавала журнал Е. Бороздина, редактировал — В. Толмачев. С 1873 года издатель — В. Уггла.
«Детский сад» был посвящён в основном вопросам воспитания детей младшего возраста. В журнале доказывалась необходимость коллективного воспитания детей в детских садах и преимущества такого воспитания перед домашним. Помимо педагогических статей и медицинских советов, в журнале помещались небольшие рассказы для детей младшего возраста, рукодельные работы, описания детских игр, педагогическая библиография. В журнале был также отдел для старшего возраста.
В журнале участвовали: М. Артемьева, Е. Бороздина, Г. Жук, Е. Конради, О. Н. Попов и другие.
С 1877 года выходил под названием «Воспитание и обучение».